# Jübberde
Jübberde is een dorp in de gemeente Uplengen in de Landkreis Leer, in de Duitse deelstaat Nedersaksen. Het inwonertal van het dorp schommelt al sedert circa 2000 rond de 550. Het ligt 4 km ten zuiden van Remels, dat sedert 1973 de hoofdplaats van de gemeente is. Jübberde ligt aan een provinciale weg van Remels naar Apen, die 1 km ten zuiden van het dorp afrit 4 kruist van de Autobahn A28, tussen de stad Leer  en Westerstede.
Het dorp ligt in een coulisselandschap: de weilandpercelen zijn door middel van houtwallen van elkaar gescheiden, en verspreid liggen rond het dorp enige kleine bospercelen.
Ten zuiden van het dorp, bij de aansluiting op de autobahn, is door de gemeente Uplengen een bijna 60 hectare groot bedrijventerrein ontwikkeld. Vooralsnog heeft zich hier, afgezien van de gerenommeerde orgelbouwerswerkplaats Orgelbau Ostfriesland en nog één industriële onderneming van regionaal belang, alleen midden- en kleinbedrijf van lokaal belang gevestigd.
Voor het overige bestaat Jübberde van de landbouw, met name de melkveehouderij.
- Virtual International Authority File: 317277707